# Jimmy Doolittle
James Harold (Jimmy) Doolittle (Alameda, 14 december 1896 - Pebble Beach, 27 september 1993) was een Amerikaanse luchtvaartpionier en generaal. In 1922 maakte hij de eerste non-stopvlucht tussen de twee kusten van de VS. Hij vloog met een De Havilland-toestel van Pablo Beach (Florida) naar San Diego (Californië).
Doolittle diende als brigadegeneraal, generaal-majoor en luitenant-generaal in de United States Army Air Forces (USAAF, de Amerikaanse luchtmacht tijdens de Tweede Wereldoorlog). Hij verdiende een Medal of Honor voor zijn moed en leiderschap als aanvoerder van de Doolittle Raid toen hij luitenant-kolonel was.
De rol van Doolittle in de film Pearl Harbor werd vertolkt door Alec Baldwin en in de film Midway door Aaron Eckhart

## Militaire loopbaan
- Private First Class: 10 november 1917
- Second Lieutenant: 11 maart 1918
- First Lieutenant: 1 juli 1920
- Resigned: 15 februari 1930
- Captain:
- Major (Air Reserve Corps): maart 1930
- Actieve dienst: 1 juli 1940
- Lieutenant Colonel: 12 januari 1942
- Colonel:
- Brigadier General: 18 april 1942
- Major General: november 1942
- Lieutenant General: 13 maart 1944
- Reverted to inactieve status: 10 mei 1946
- Uitdienstgetreden: 28 februari 1959
- General: 4 april 1985 (gepensioneerd)

## Decoraties
- Command Pilot Badge
- Medal of Honor op 6 september 1942[2]
- Presidential Medal of Freedom
- Army Distinguished Service Medal (2)[3]
- Distinguished Flying Cross (3)[3]
- Silver Star[3]
- Bronze Star[3]
- Air Medal (4)[3]
- World War I Victory Medal
- Amerikaanse Defensie Service Medaille
- Europa-Afrika-Midden Oosten Campagne Medaille
- World War II Victory Medal
- Azië-Pacifische Oceaan Campagne Medaille
- Order of the Condor of the Andes[3]
- Sylvanus Thayer Award
- Horatio Alger Award